# Conference Proceedings Citation Index
O CPCI (Conference Proceedings Citation Index) é um índice de citação produzido pelo Clarivate Analytics que abrange os procedimentos da conferência.